# Scarlat Sturdza
Scarlat Sturdza (n. 1750 – d. 1 aprilie 1816) a fost primul guvernator al Basarabiei după anexarea acesteia la Imperiul Rus, în 1812. A fost unicul guvernator de origine română. 
Era provenit dintr-o familie de boieri moldoveneni cu vechi tradiții cărturărești. Scarlat Sturdza a fost fiul marelui vornic Dimitrie Sturdza și al Ruxandei, fiica lui Grigore al II-lea Ghica. A studiat la Leipzig, era foarte bogat și a fost căsătorit cu Sultana, fiica domnului Constantin Moruzi. După pacea de la Iași, din 29 decembrie 1791, Scarlat Sturdza a părăsit Moldova și s-a refugiat împreună cu familia sa în Rusia, unde s-a așezat mai întâi la Sankt Petersburg, apoi în Bielorusia, pe moșiile sale de la Movilău.
După alte surse, Scarlat Sturdza, fost vornic și vistiernic al Moldovei, și-a vândut moșiile în 1792 și s-a stabilit cu traiul la început în Bielorusia, iar apoi în Rusia, unde dobândise rangul de general de brigadă.
În primăvara anului 1812, țarul Alexandru I al Rusiei l-a trimis București pentru a fi consultant în cadrul delegației ruse însărcinate cu tratativele de încheiere a păcii.
El a fost primul și totodată singurul guvernator civil (гражданский губернатор) moldovean al Basarabiei anexate de Imperiul Rus. În această funcție a fost numit la 23 iulie 1812 de către guvernul țarist, prin amiralul rus Pavel Ciceagov, comandantul-șef al armatei ruse de la Dunăre, căruia împăratul Rusiei îi acordase împuterniciri largi. La 7 august 1812, împuternicirile lui au fost confirmate prin ucaz imperial de țarul Alexandru I.
Amiralul rus Pavel Ciceagov i-a înmânat lui Scarlat Sturdza în acea zi „Regulamentul privind instituirea administrației provizorii” pe teritoriul moldovenesc dintre Prut și Nistru, dându-i și instrucțiuni concrete. 
Fiul său, Alexandru Sturdza, a fost autorul primului statut al Basarabiei de după anexare.
La data numirii, boierul era octogenar și bolnav, „pentru care semna actele mitropolitul Gavriil și comandantul militar Ivan Hartingh”.
După anexarea Basarabiei, țăranii supuși la dări suplimentare au început să fugă în masă spre Moldova de peste Prut. Pentru a preîntâmpina o masivă depopulare a teritoriului, la 7 octombrie 1812, Scarlat Sturdza emitea o dispoziție specială adresată comandantului Armatei Dunărene P.V. Ciceagov, prin care acestuia i se indica instituirea cordonului de pază la hotarul de apus al Basarabiei. Scarlat Sturdza scria:
„Deoarece Prutul a devenit hotar, consider că pe malul râului necesită a fi stabilit un cordon de strajă. Trupele care alcătuiesc garnizoana din Basarabia aflându-se în subordinea Excelenței voastre, rog să urgentați organizarea acestei străji, care poate servi obstacol pentru fugarii din această regiune peste frontieră în Moldova…”
La 17 iunie 1813, pe motiv de boală, Scarlat Sturdza a fost eliberat din funcție. În realitate, destituirea a fost provocată de opoziția sa fermă față de intențiile de rusificare a administrației  și de colonizare a provinciei cu țărani aduși din Rusia. Scarlat Sturdza s‐a dovedit a fi primul și ultimul guvernator de origine română în Basarabia țaristă. Locul său a fost preluat de generalul‐maior Ivan Hartingh, guvernator militar al provinciei.
Moare la Chișinău pe 1 aprilie 1816.